# Lyckå församling
Lyckå församling är sedan 1 januari 2002 en församling inom Svenska kyrkan i Blekinge kontrakt av Lunds stift i Karlskrona kommun, Blekinge län. Församlingen är uppkallad efter den medeltida staden Lyckå, idag Lyckeby, norr om nuvarande Karlskrona.

## Administrativ historik
Församlingen, som bildar ett eget pastorat, bildades genom en sammanslagning av Augerums, Lösens och Flymens församlingar.

## Kyrkor

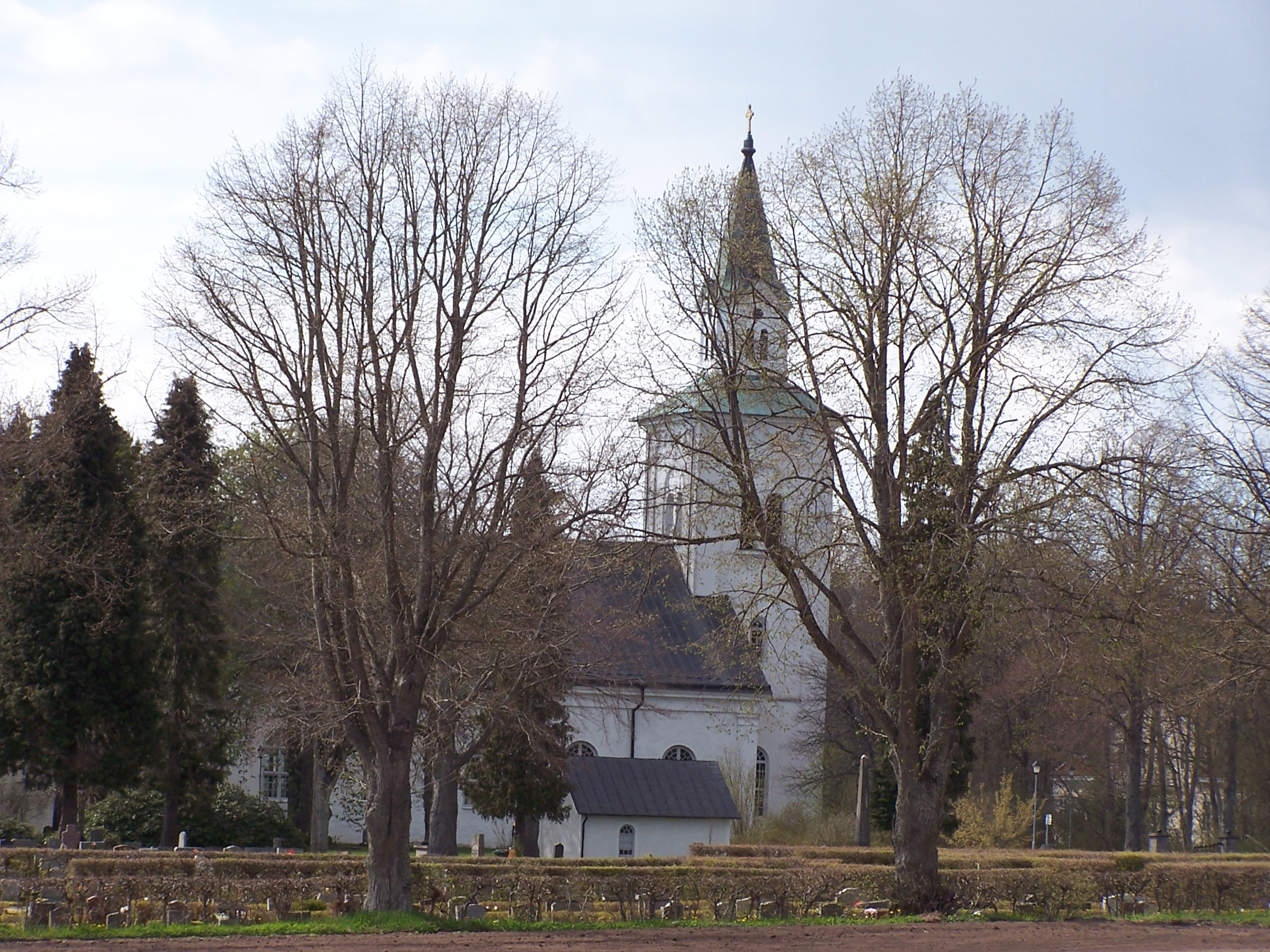
Augerums kyrka
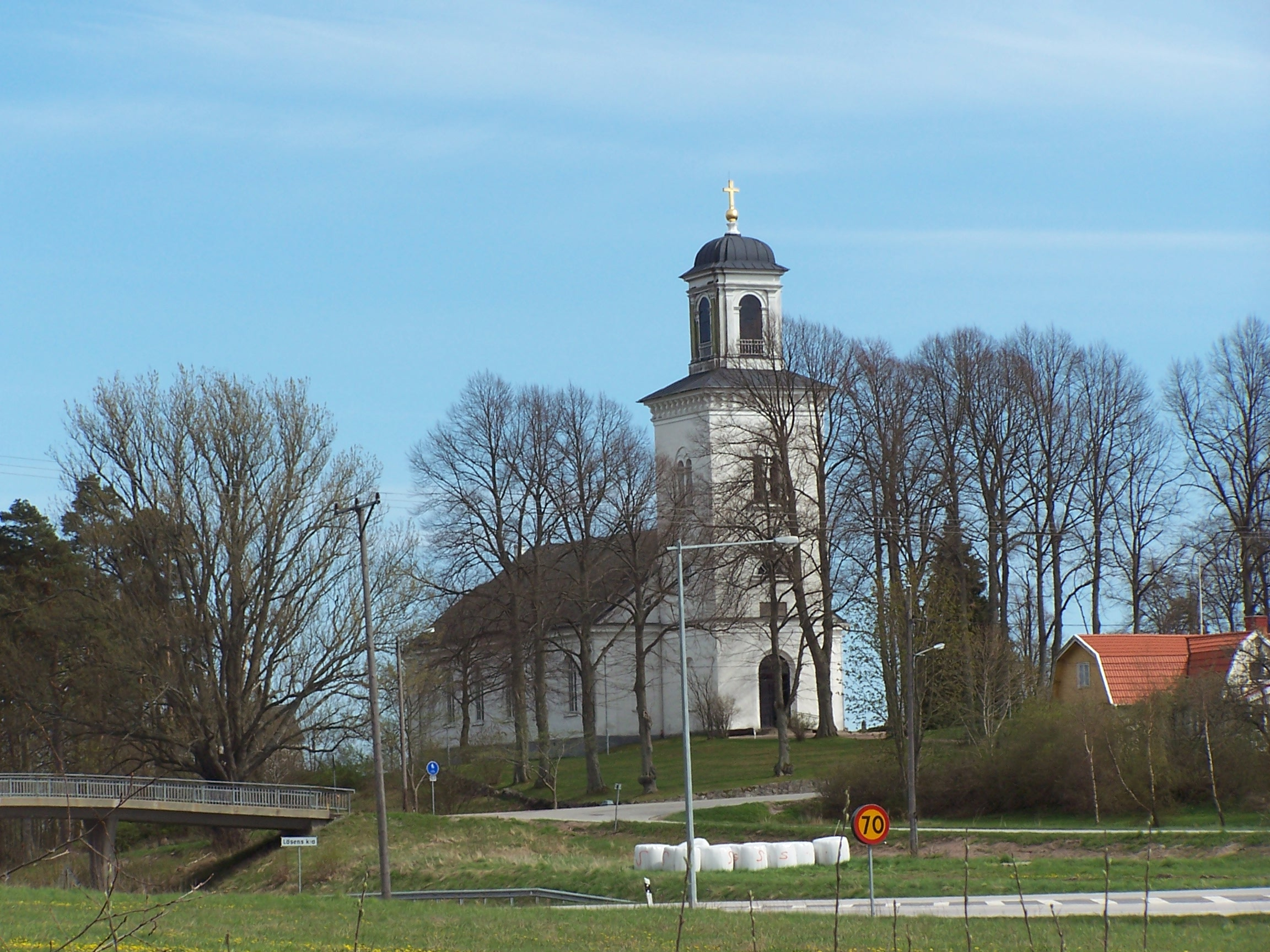
Lösens kyrka
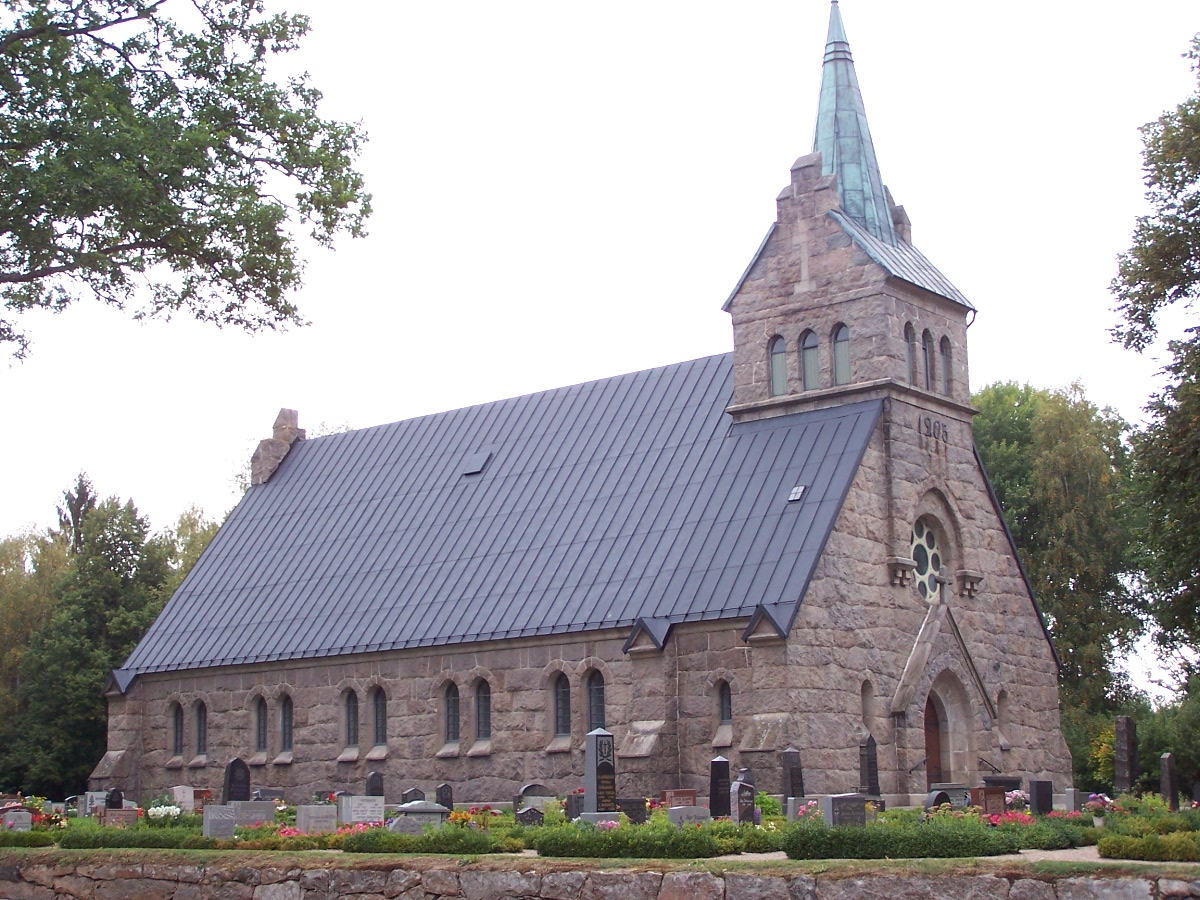
Flymens kyrka

- Augerums kyrka
- Lösens kyrka
- Flymens kyrka